# Jim Slattery

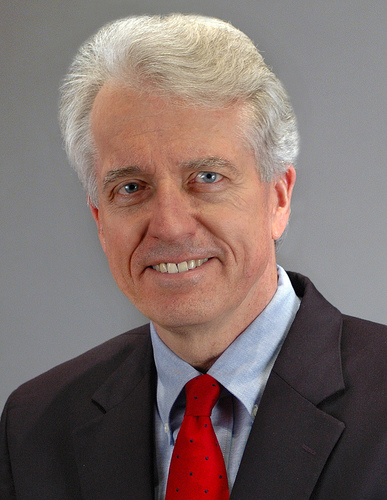
Jim Slattery

James Charles „Jim“ Slattery (* 4. August 1948 in Good Intent, Atchison County, Kansas) ist ein US-amerikanischer Politiker. Zwischen 1983 und 1995 vertrat er den zweiten Wahlbezirk des Bundesstaates Kansas im US-Repräsentantenhaus.

## Werdegang
Jim Slattery besuchte die öffentlichen Schulen in Atchison. Danach besuchte er bis 1969 die Netherlands School of International Business and Economics. Im Jahr 1970 absolvierte er die Washburne University in Topeka. Nach einem Jurastudium an derselben Universität wurde er 1975 als Rechtsanwalt zugelassen. Daraufhin begann er in Topeka in seinem neuen Beruf zu arbeiten.
Politisch wurde Slattery Mitglied der Demokratischen Partei. Zwischen 1972 und 1978 war er Abgeordneter im Repräsentantenhaus von Kansas. 1982 wurde er im zweiten Distrikt von Kansas in das US-Repräsentantenhaus in Washington, D.C. gewählt. Dort trat er am 3. Januar 1983 die Nachfolge von James Edmund Jeffries an. Nachdem er bei den folgenden fünf Kongresswahlen jeweils bestätigt wurde, konnte er bis zum 3. Januar 1995 insgesamt sechs Legislaturperioden im Kongress absolvieren. Zeitweise war er Mitglied in den Ausschüssen für Energie und Handel, für Veteranenangelegenheiten und zur Bankenkontrolle. Außerdem saß er im Haushaltsausschuss.
Im Jahr 1994 verzichtete er auf eine erneute Kandidatur. Stattdessen bewarb er sich erfolglos um das Amt des Gouverneurs von Kansas. Mit 35,9 Prozent der Stimmen verlor er deutlich gegen den Republikaner Bill Graves. Danach zog er nach Virginia und wurde Partner einer in Washington ansässigen Anwaltskanzlei.  Im Jahr 2008 kandidierte er erfolglos für den US-Senat. Er kam auf 36,4 Prozent der Stimmen und war damit chancenlos gegen den republikanischen Amtsinhaber Pat Roberts.